# Râul Dipșa
Râul Dipșa este un curs de apă, afluent al râului Lechința. 

## Hărți
- Harta județului Bistrița